# Botanički vrt
Botanički vrt je mjesto gdje se uzgajaju biljke iz različitih krajeva svijeta. Najmoderniji botanički vrtovi spojeni su sa zoološkima, pa je biljke još ljepše promatrati. U Hrvatskoj nema zajednica botaničkog vrta i zoološkog vrta. Botanički vrtovi su izrazito važni za očuvanje biološke raznolikosti.

## Povijesni razvoj botaničkih vrtova u Europi
Osnovna namjena botaničkih vrtova u proteklih pet stoljeća njihova postojanja u Europi mijenjala se i prilagođavala potrebama društva i vremena u kojem su djelovali. Najstariji europski botanički vrt osnovan je 1543. godine u Pisi u Italiji radi uzgoja ljekovitog bilja za potrebe studija medicine. I ostali vrtovi osnivani kasnije, u 16. i 17. stoljeću, uzgajali su uglavnom ljekovito bilje. U 18. i 19. stoljeću počelo se i s uzgojem biljaka koje nisu ljekovite, a najvažnija djelatnost tadašnjih botaničkih vrtova bila je istraživanje srodstvenih odnosa među biljkama i imenovanje svake biljne vrste stručnim latinskim nazivom.
U isto vrijeme osnivaju se i prvi vrtovi u kolonijama europskih zemalja, u kojima se u početku uzgajaju biljke radi egzotičnih začina, voća i drvne građe. Usporedo s upoznavanjem brojnih vrsta biljaka iz dalekih područja svijeta, postupno se one donose i uzgajaju i u Europi. Uzgoj tih novih, lijepih biljaka potakao je u botaničkim vrtovima razvoj hortikulturne djelatnosti. Može se reći da se u 19. i prvoj polovici 20. stoljeća vrijednost botaničkih vrtova mjerila brojnošću zbirke živoga bilja i brojem herbariziranih biljaka, kako egzotičnih, tako i predstavnika lokalne flore. Nakon toga počeli su se postupno razvijati različiti usko specijalizirani vrtovi poznati po velikim, vrijednim zbirkama pojedinih skupina biljaka (orhideje, palme, rododendroni, ruže, planinske biljke, kaktusi itd.). Posljednjih nekoliko desetljeća, otkad brzi civilizacijski razvitak počinje ugrožavati prirodu, u sveučilišnim botaničkim vrtovima širom svijeta najveća se pozornost posvećuje uzgoju i zaštiti domaćih, autohtonih biljnih vrsta. Tako su danas botanički vrtovi uključeni u sve svjetske programe zaštite prirode i očuvanja biološke raznolikosti (biodiverzitet).

## Arboretum
Riječ arboretum dolazi od latinskih riječi arbor, arboris, što znači drvo. Arboretum je nasad raznovrsnoga domaćega i stranoga drveća i grmlja koji služi za znanstvene, uzgojne i dekorativne svrhe. U arboretumu se proučavaju biološka svojstva i odnosi različitih drveća i grmlja. Razmještaj biljnog materijala u arboretumima odgovara ekološkima i umjetničkima zahtjevima vrtne arhitekture. Arboretum se također može kombinirati i s botaničkima i drugima vrtovima.
Arboretum koji sadrži samo četinjače, naziva se pinetum. Slična zbirka, koja na jednom mjestu sadržava različite nasade vinove loze zove se viticetum. Grmove ćemo naći u fruticetumu (latinski frutex – grm).
Prvi arboretum na svijetu jest onaj u Trstenom; sa sigurnošću se može reći da je 1492. godine već postojao. Tada izgrađeni 15 metara dugi akvedukt još je i danas u funkciji.
Danas u Hrvatskoj postoje četiri arboretuma: Arboretum Trsteno kraj Dubrovnika,  Arboretum Lisičine u selu Lisičine kraj Voćina u Slavoniji, Arboretum Opeka u općini Vinica kod Varaždina i Arboretum Šumarske i drvodjeljske škole u Karlovcu.

## Vanjske poveznice
- Botanic Gardens Conservation International